# Zellershub
Zellershub ist ein Gemeindeteil des Marktes Isen im oberbayerischen Landkreis Erding.

## Lage und Zugehörigkeit
Der Weiler Zellershub liegt in der Gemarkung Westach, 2,5 Kilometer südwestlich von Isen.
Um 1866 gehörte Zellershub zur Gemeinde Westach, zum Landgericht Haag, zum Bezirksamt Wasserburg und zum Postbestellungs-Bezirk Isen.

## Name und Gründungsgeschichte
Der Name weist auf die Hube einer Zelle hin, d. h. die Nutzungsrechte einer Hof- und Wohnstätte für Mönche, in der sich möglicherweise bereits die von den damaligen Hochwäldern und Mooren angelockten irischen Frühmissionare angesiedelt hatten. Die Zelle, aus der das Benediktinerstift Isen entstand, wurde wohl vom heiligen Rupert von Dorfen aus gegründet. Bei der Umbildung der alten Mönchszelle in ein förmliches Kloster an dem hierzu geeigneteren Standpunkt in Isen und der Einweihung der neuen Münsterkirche zu Ehren des heiligen Zeno geriet das Patrozinium der früher auf demselben Platz errichteten, allem Anschein nach hölzernen Johanneskirche in Vergessenheit. Nach anderen Quellen handelte es sich bei den Zellen um die Filialen von Metropolen, die an den Bischofssitzen, in Städten oder an anderen wichtigen Plätzen errichtet worden, wobei die Zellen aber in den weniger bedeutenden Ortschaften oder, wie in Zellershub, sogar in abgelegenen Einöden angelegt wurden.
Der Hof war im 17. Jahrhundert noch im Besitz des Hochstifts Freising, denn es ist urkundlich belegt, dass Joseph Clemens, der Bischof von Freising und Regensburg, die Nutzungsrechte am 13. September 1686 nach dem Tod des Bischofs Albrecht Sigmund von Freising und Regensburg († 4. November 1685) an Hans Prändl, einen Bauern aus Zellershub, verlieh.

## Neuere Geschichte

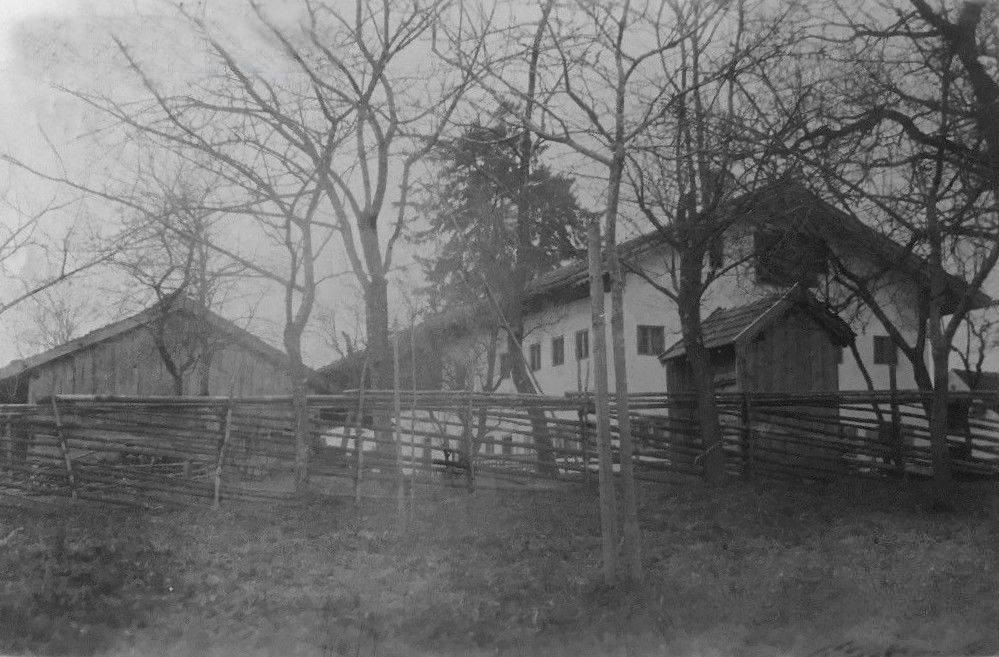
Zellershub, 1903 (Sattler-Archiv Isen)

Am 3. Dezember 1837 brachen während des vormittäglichen Gottesdiensts zwei Räuber gewaltsam bei Georg Wandler ein, einem Bauern zu Zellershub. Der Bauer und seine Tochter wurden von den Räubern auf die grausamste Weise misshandelt. Die Räuber verletzten die beiden mit Messerstichen und banden ihnen die Hände und Füße zusammen. Daraufhin raubten die Eindringlinge 216 Gulden, 100 Ellen Leinwand und verschiedene Wertgegenstände. Sie ließen die Opfer blutüberströmt und hilflos zurück und ergriffen die Flucht.
Einer der Täter, Isaak Hauswirth, wurde noch am selben Tag abends von Mathias Oberhausleitner, einem schon fast sechzigjährigen Gendarmen zu Pferd von der Polizeistation Hohenlinden, festgenommen. Dabei wurde dem Räuber eine geladene Pistole abgenommen, mit der er den Gendarmen erschießen wollte. Bei seiner Durchsuchung wurden mehrere der gestohlenen Wertgegenstände vorgefunden.
Der Räuber Hauswirth wurde anschließend in der Fronfeste von Markt Schwaben inhaftiert, von wo ihm aber bereits ein Jahr später die Flucht gelang. Zusammen mit einem weiteren Ausbrecher beging er mehrere Gewalttaten, bei denen Menschen ums Leben kamen.

## Bevölkerungsentwicklung

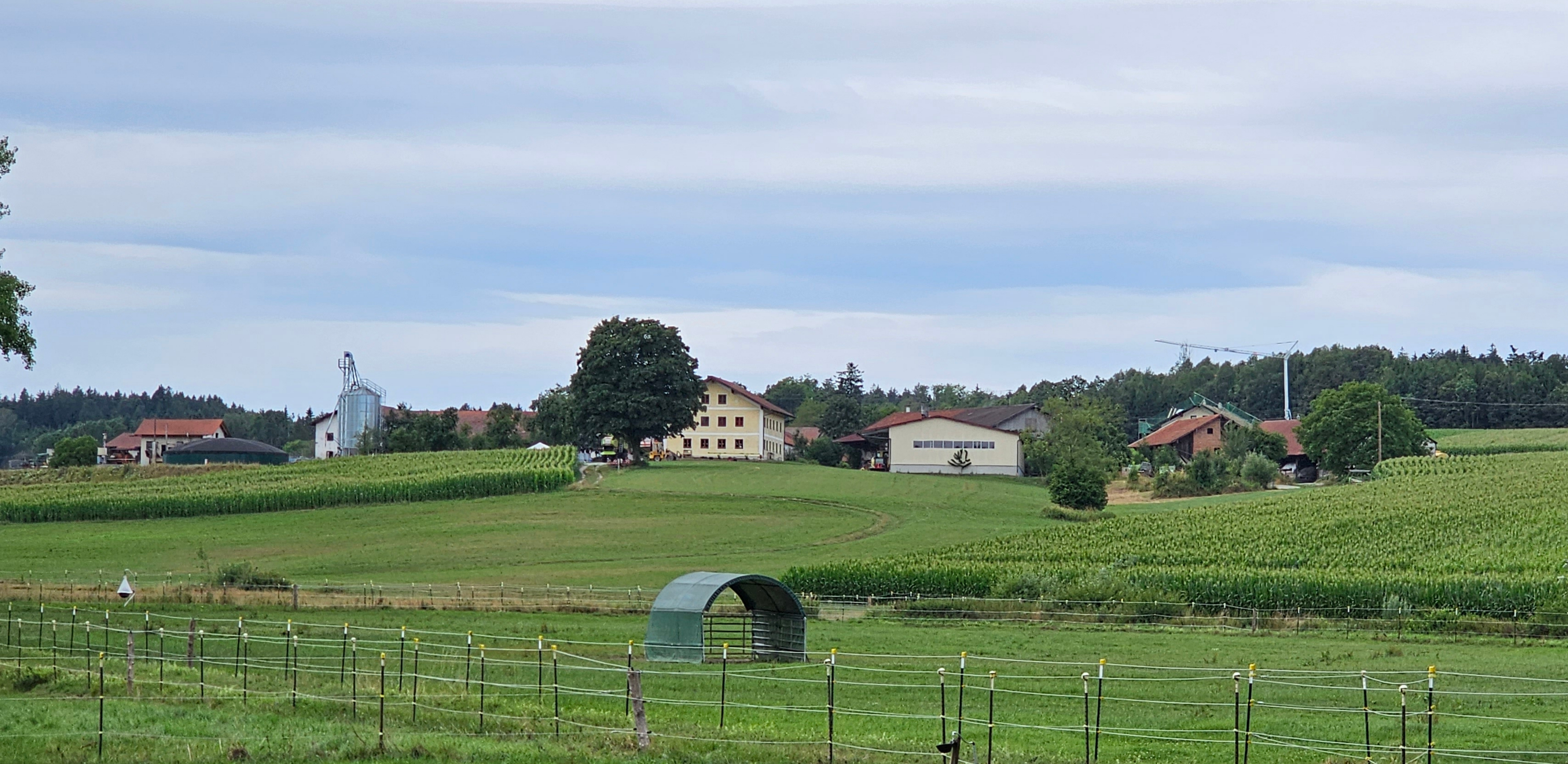
Zellershub von Ostsüdosten

Um 1861 lebten in Zellershub zehn Einwohner in sechs Gebäuden. Um 1871 gab es dort zwölf Einwohner und nach dem Ersten Weltkrieg sogar 17 Einwohner. Im Mai 1987 lebten dort nur noch elf Einwohner in zwei Wohngebäuden. Bis zum 31. Dezember 2019 stieg die Bevölkerungszahl wieder auf 13 Einwohner an.
| Jahr      | 1861 | 1871 | 1925 | 1950 | 1970 | 1987 | 2019 |
| Einwohner | 10   | 12   | 17   | 15   | 13   | 11   | 13   |

## Bekannte Personen
- Lorenz Seilbeck (* 1. April 1878 in Zellershub; † 28. März 1938 in Holzhausen), Kaplan in Taufkirchen und Pfarrer in Holzhausen.[16][17]

## Anmerkungen

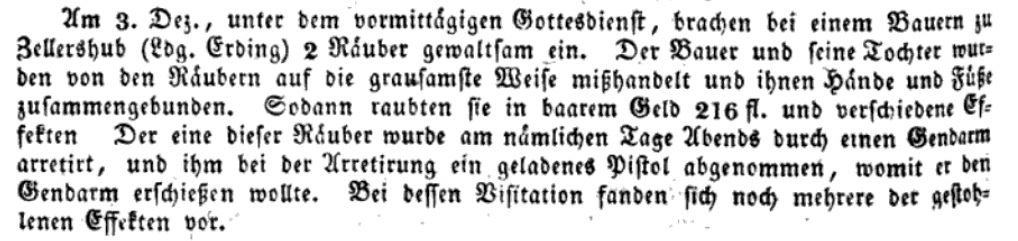
Raubüberfall in Zellershub. Augsburger Tageblatt, 17. Dezember 1837

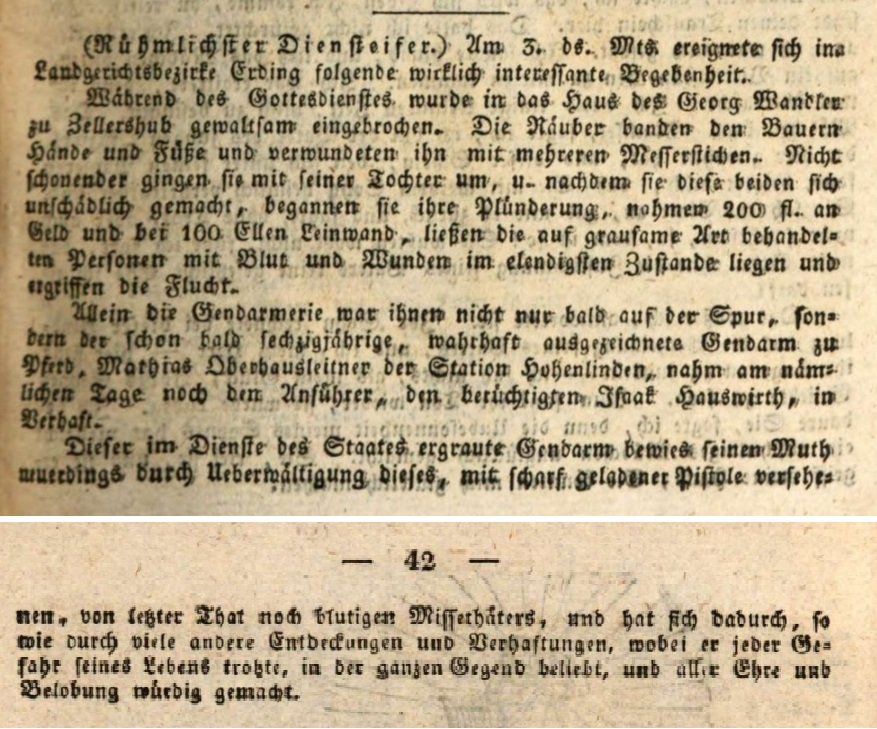
Rühmlichster Diensteifer. Münchner Tagspost, 18. Dezember 1837